# آلتئا
آلتئا (به اسپانیایی: Altea) دهستانی در استان آلیکانتهٔ اسپانیا است.
در این دهستان ۲۳٬۷۸۰ نفر زندگی می‌کنند. مساحت این دهستان ۳۴٫۶۱ کیلومتر مربع است.

## نگارخانه

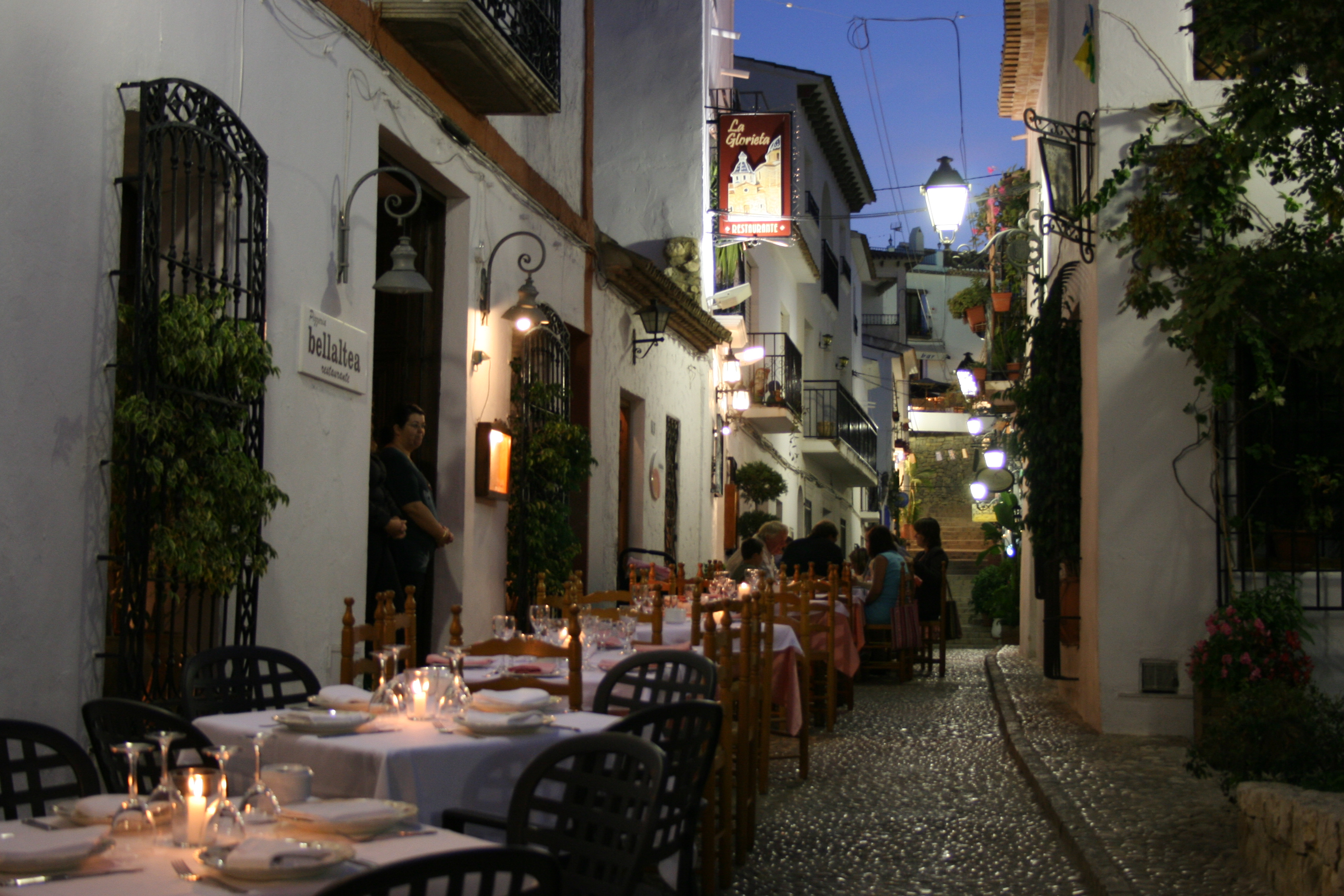
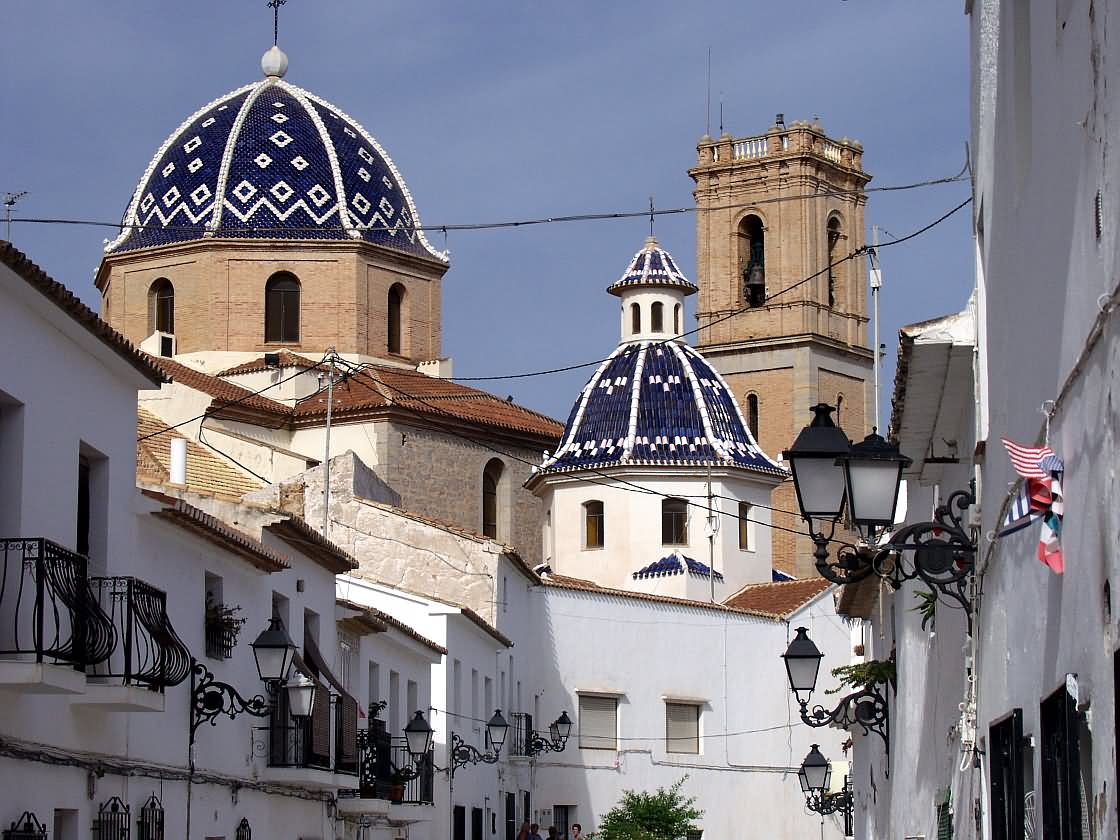